# Agrigento (stad)
Agrigento is een stad op Sicilië, Italië en tevens hoofdstad van de gelijknamige provincie, de zuidelijkste van Italië. Tot 1927 heette de stad officieel Girgenti. De naam Agrigento werd in dat jaar door Mussolini ingevoerd en wordt aldus door sommigen met het fascisme geassocieerd. Daarom wordt in sommige contexten Girgenti nu nog gebruikt. De stad ligt op een heuvel, op enkele kilometers van de Siciliaanse zuidkust en telt ruim 59.000 inwoners (per april 2017).

## Geschiedenis
Agrigento werd in 581 v.Chr. gesticht door de Grieken onder de naam Akragas. Van 488 v.Chr. tot zijn dood in 473 v.Chr. werd de stad bestuurd door de tiran Theroon van Akragas. In 406 v.Chr. werd de stad echter grotendeels verwoest door de Carthagers onder leiding van Hannibal Mago, een kleinzoon van Hamilcar Mago. Toch zijn er tot op heden nog enkele tempels bewaard gebleven. Deze zijn met name te vinden in de Valle dei Templi (vallei van de tempels). Vanaf 210 v.Chr., ten tijde van de Tweede Punische Oorlog, hoorde de stad tot de Romeinse Republiek onder de naam Agrigentum.

## Archeologische vondsten
| I–IX |  | stadspoorten                                                      |    |  |                                           |
| 1    |  | Hephaistostempel                                                  | 10 |  | Basilicula                                |
| 2    |  | Kolymbéthra                                                       | 11 |  | Rotsheiligdom van Demeter                 |
| 3    |  | heiligdom van de chtonische goden met Dioscurentempel en Tempel L | 12 |  | Demetertempel                             |
| 4    |  | Tempel van de Olympische Zeus                                     | 13 |  | Hellenistisch-Romeins stadskwartier       |
| 5    |  | Graf van Theroon en Hellenistisch-Romeinse necropool              | 14 |  | San Nicola en Archeologische Museum       |
| 6    |  | Asklepiostempel                                                   | 15 |  | Ekklesiasterion en Oratorium van Phalaris |
| 7    |  | Heraklestempel                                                    | 16 |  | Bouleuterion                              |
| 8    |  | Concordiatempel en vroegchristelijke necropool                    | 17 |  | Athenatempel                              |
| 9    |  | Heratempel                                                        | 18 |  | Zeustempel                                |

## Werelderfgoed
De archeologische locaties van Agrigento staan sinds 1997 op de werelderfgoedlijst van UNESCO.

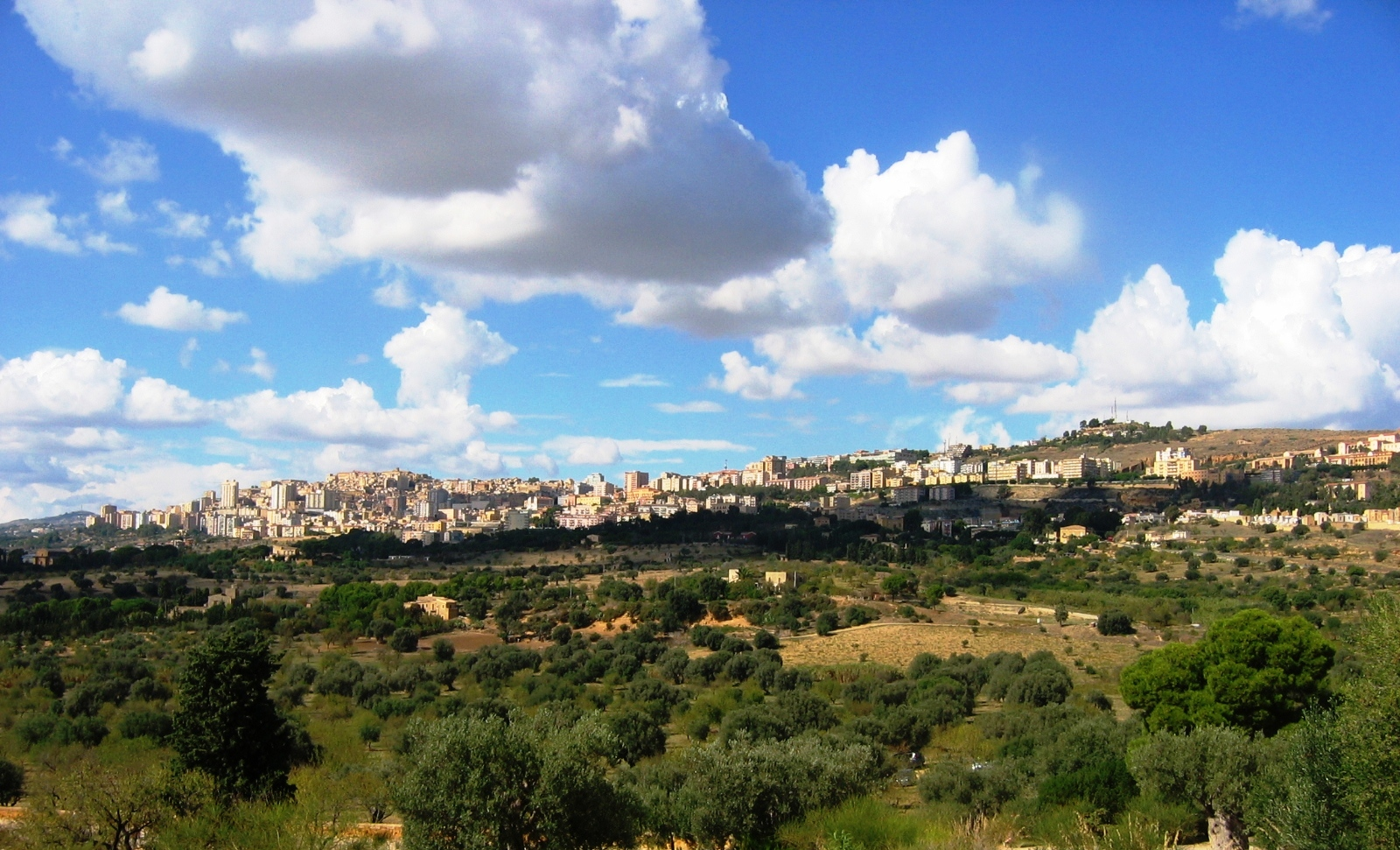
Agrigento
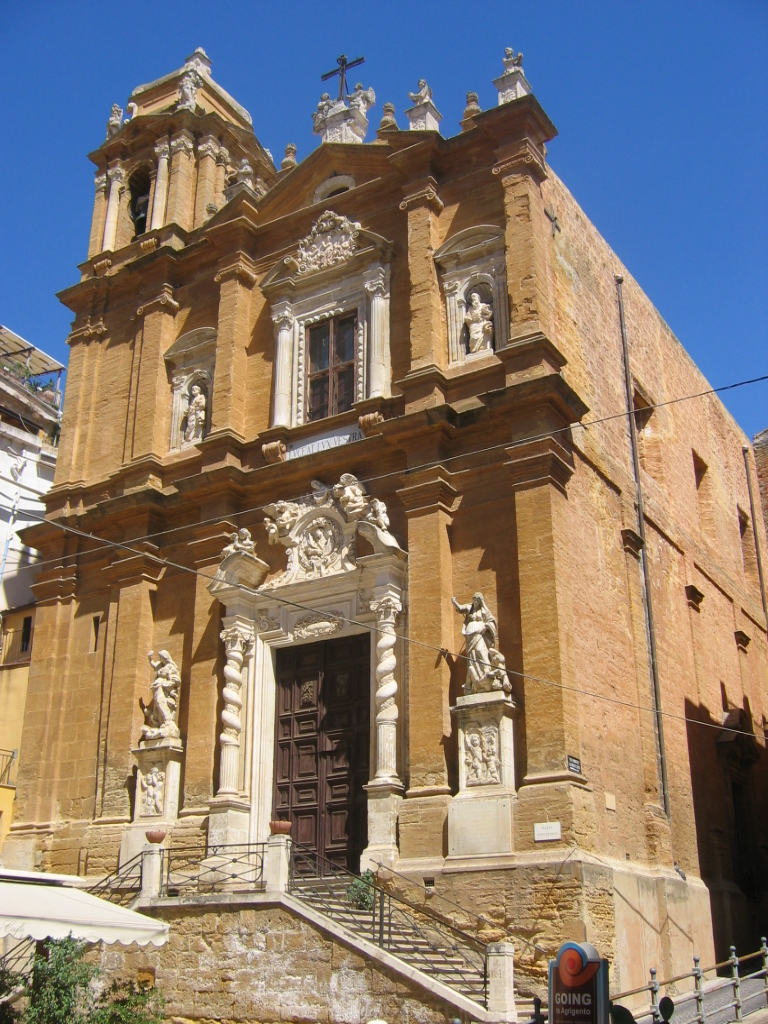
San Lorenzo
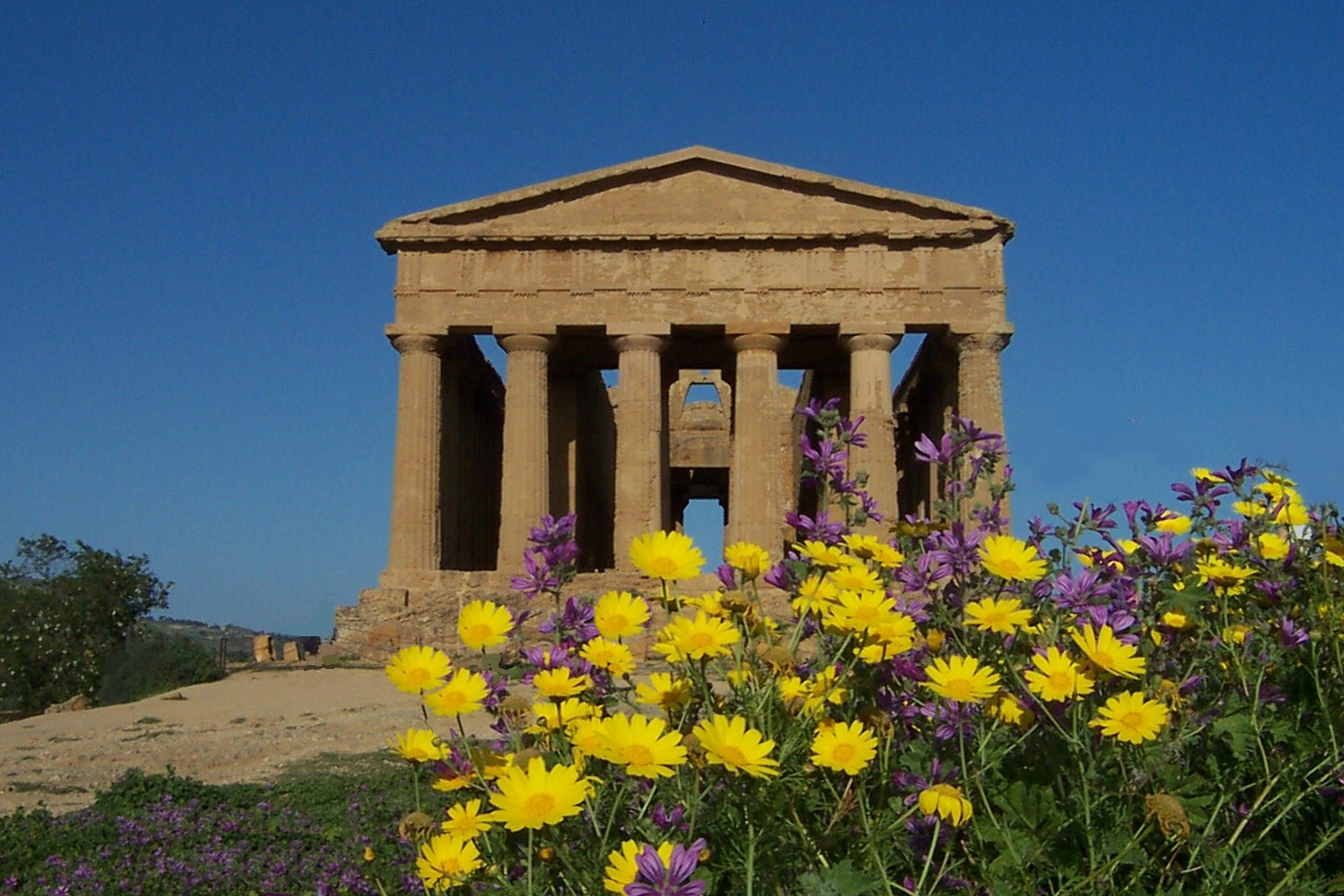
Tempel van Concordia
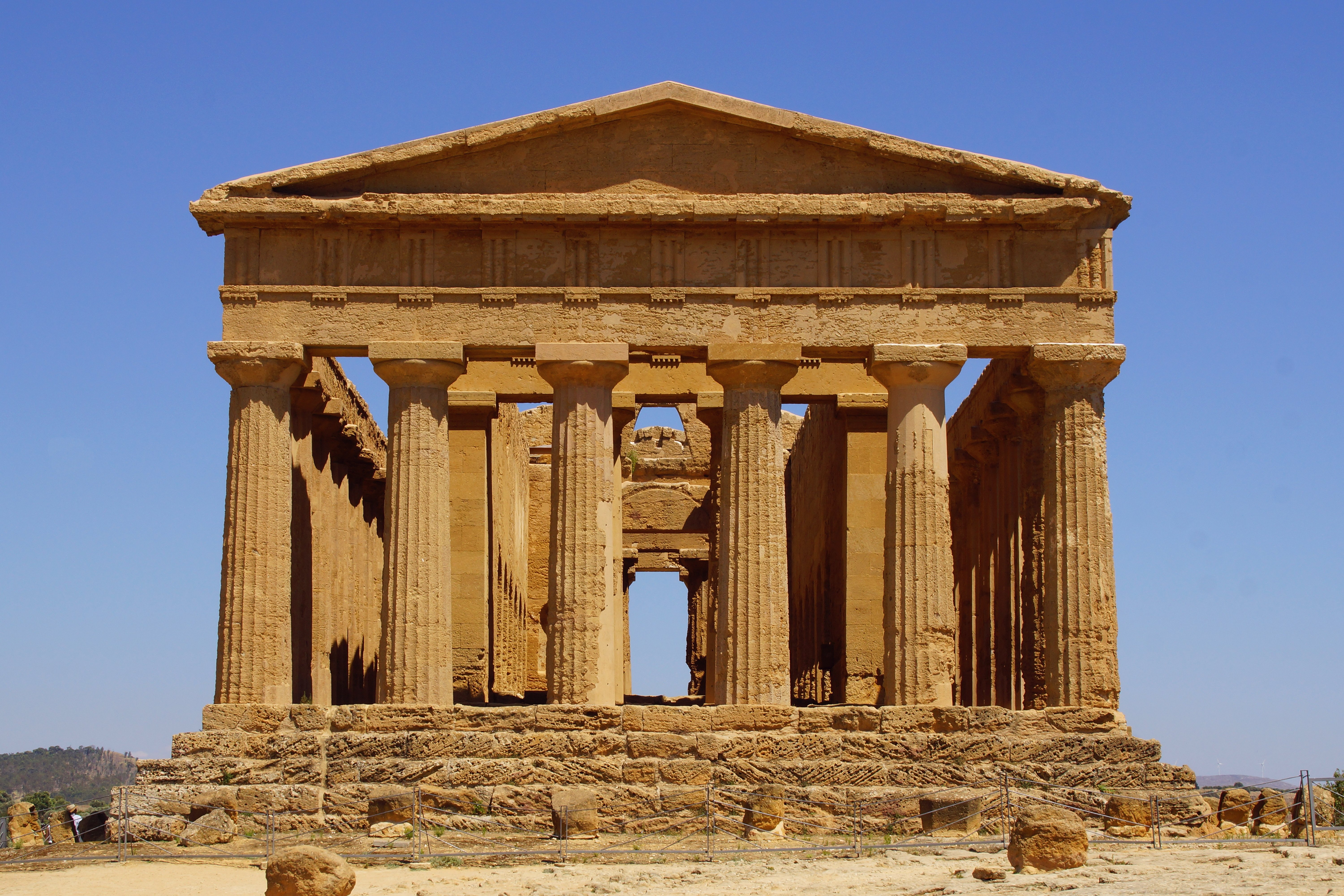
Tempel van Concordia, vanuit het westen
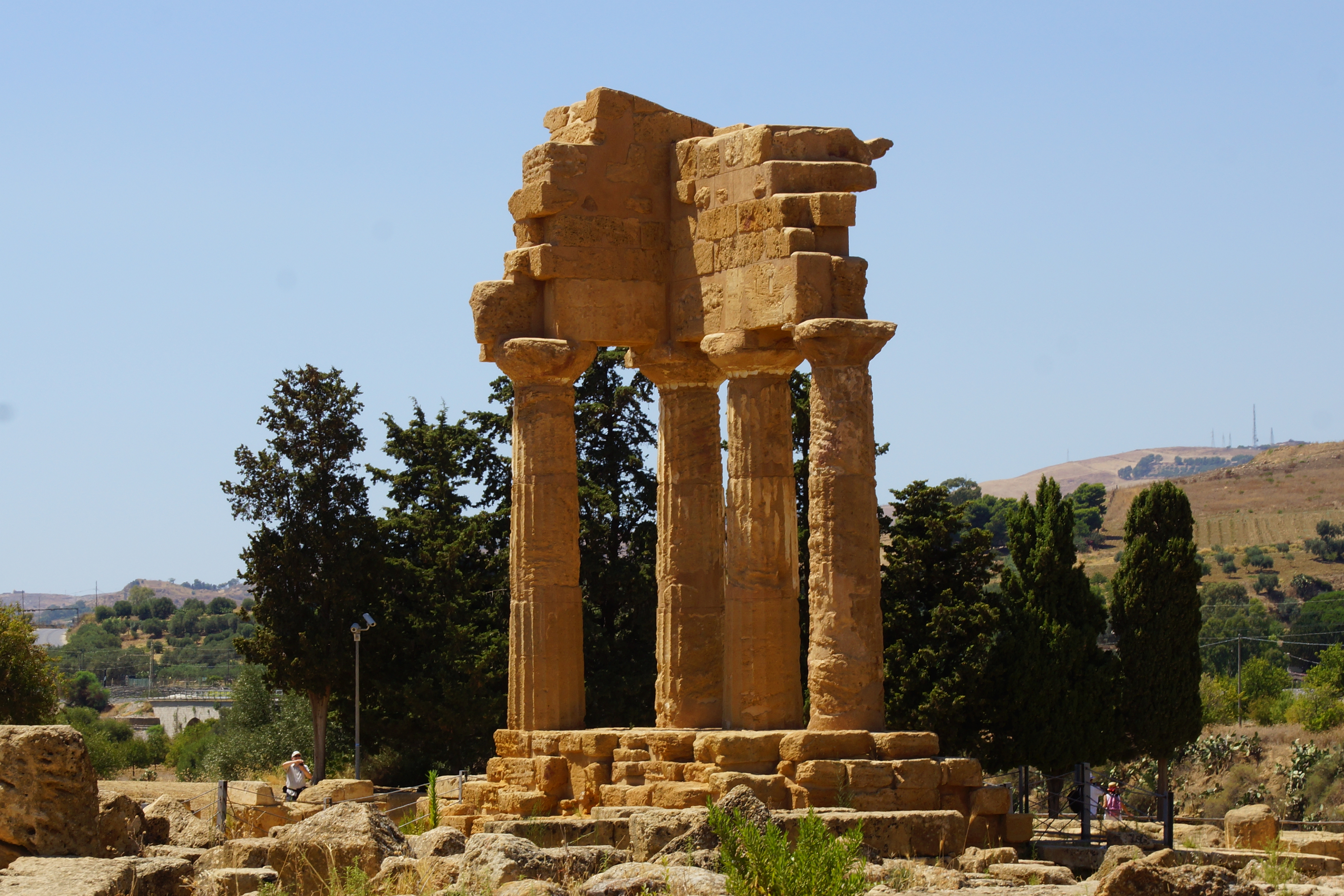
Tempel van Castor en Pollux (Tempel van de Dioscuren)
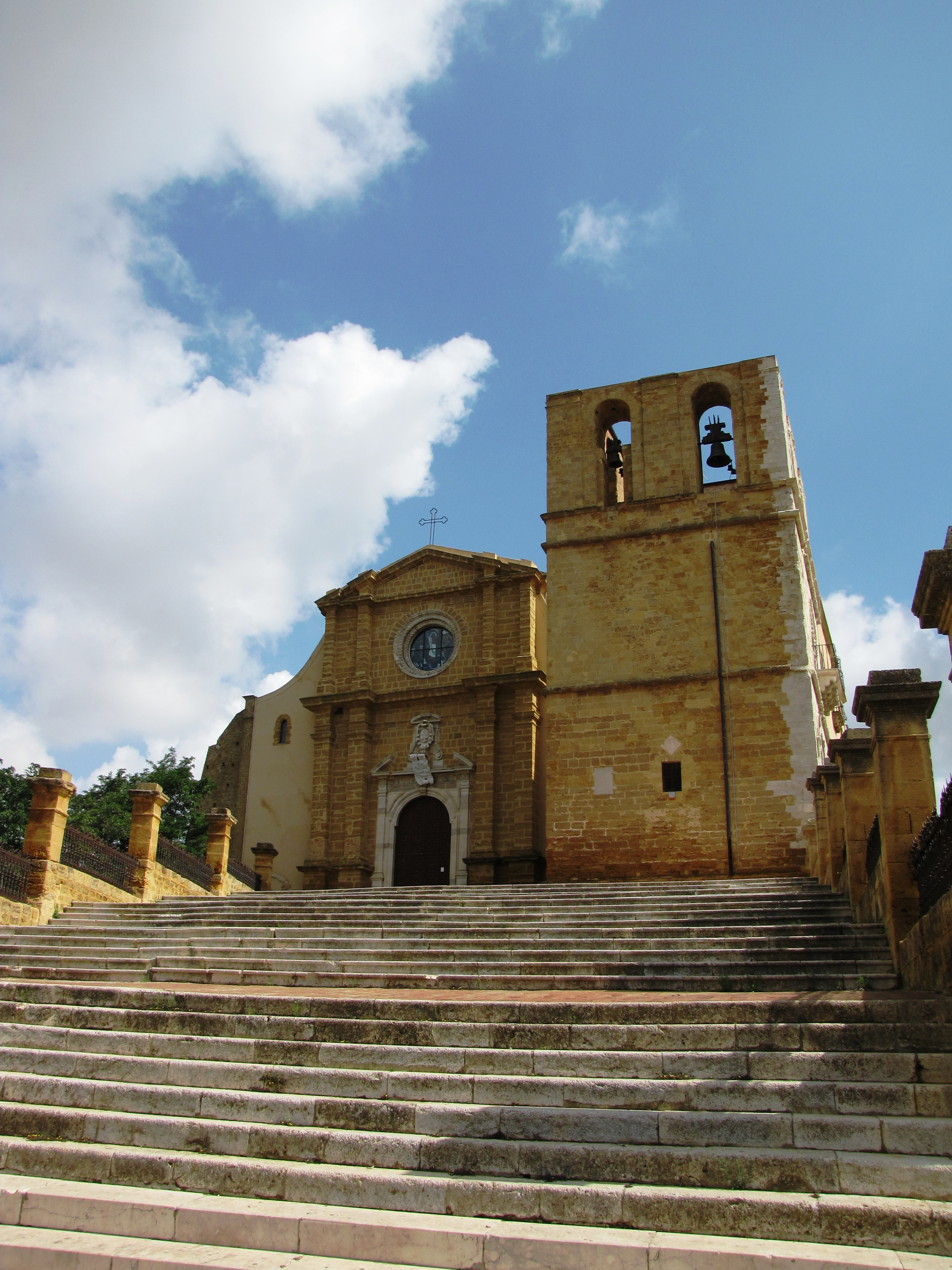
Kathedraal (Dom) San Gerlando
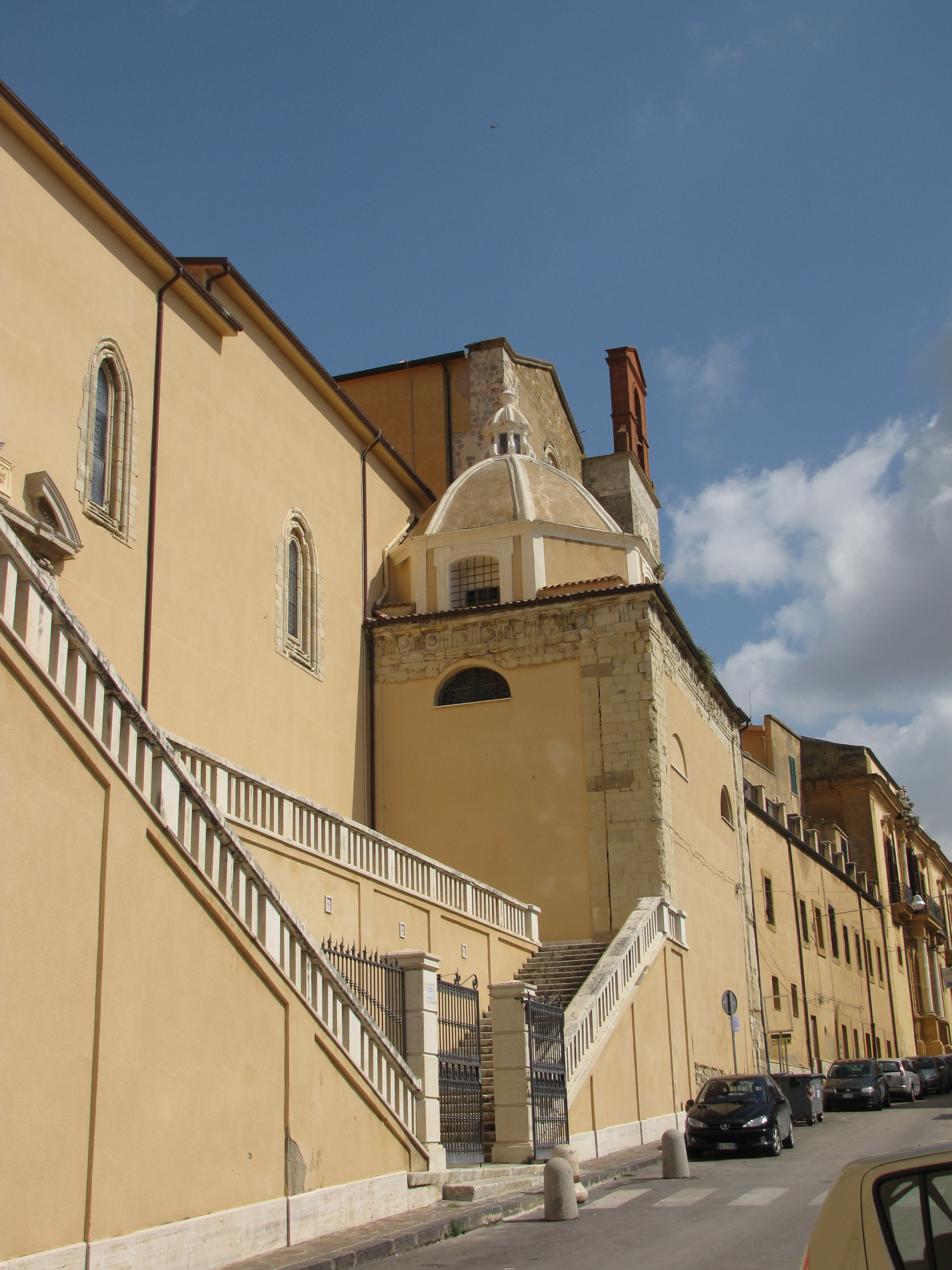
Kathedraal (Dom) San Gerlando
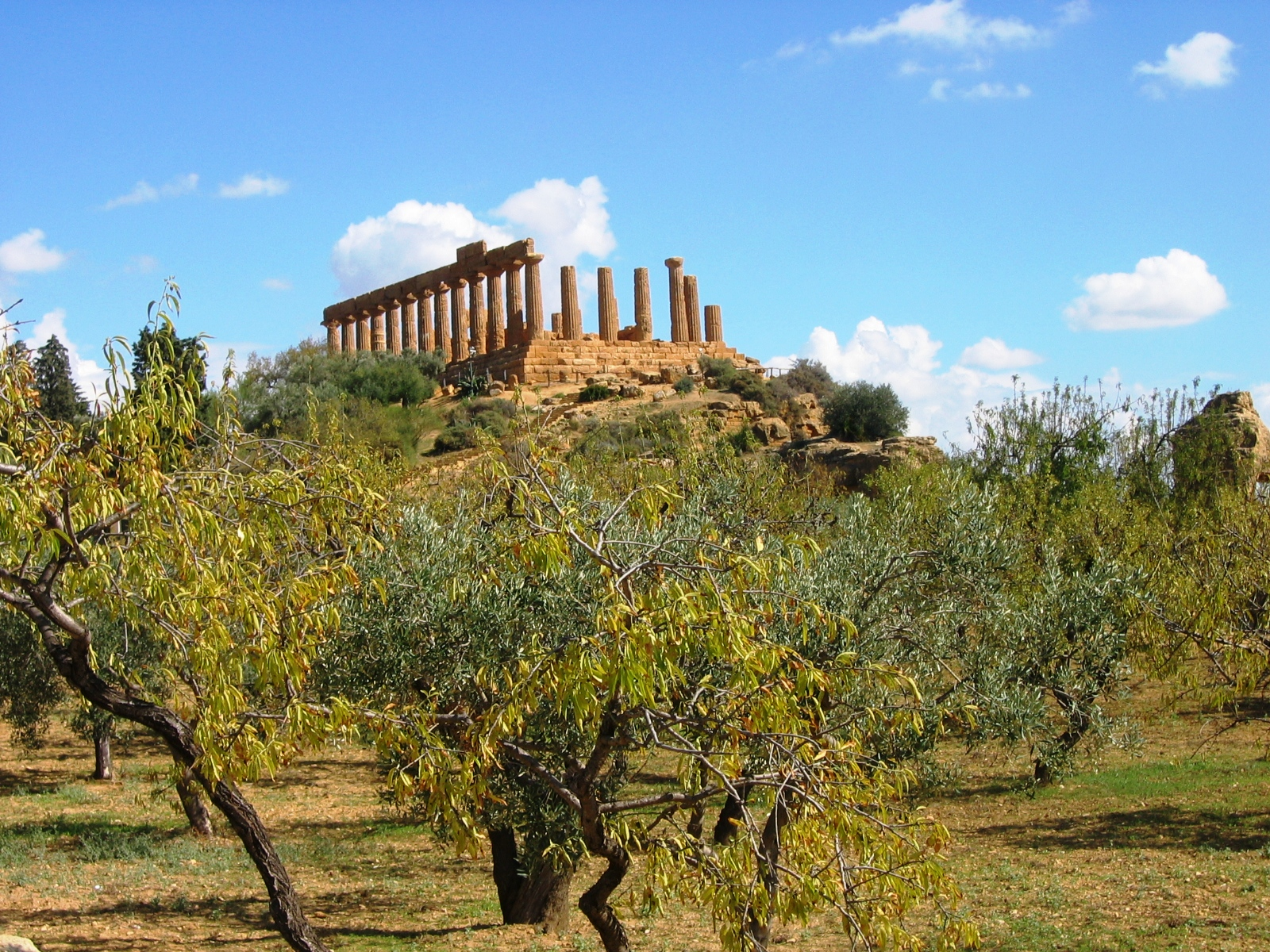
Tempel van Juno
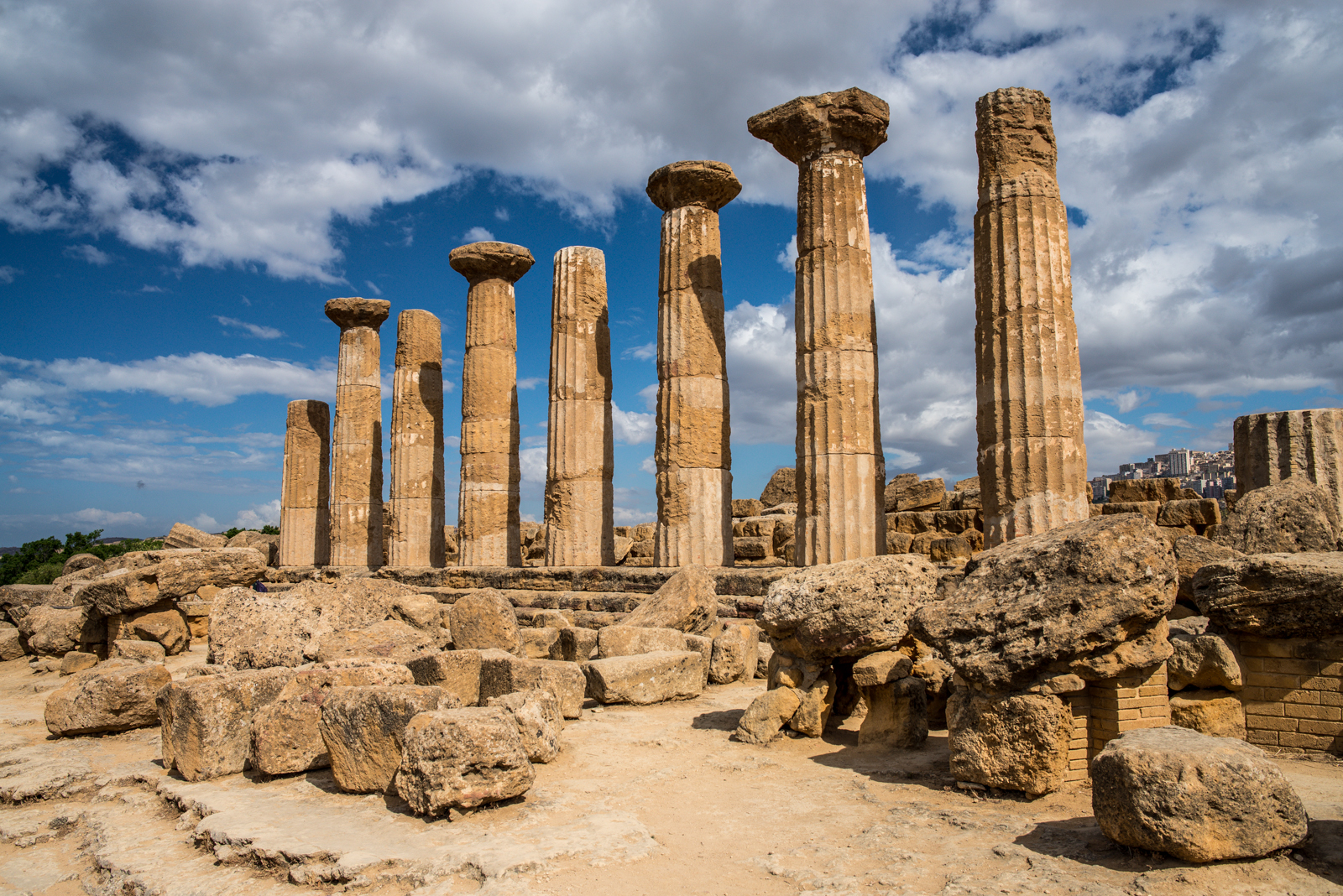
Tempel van Hercules
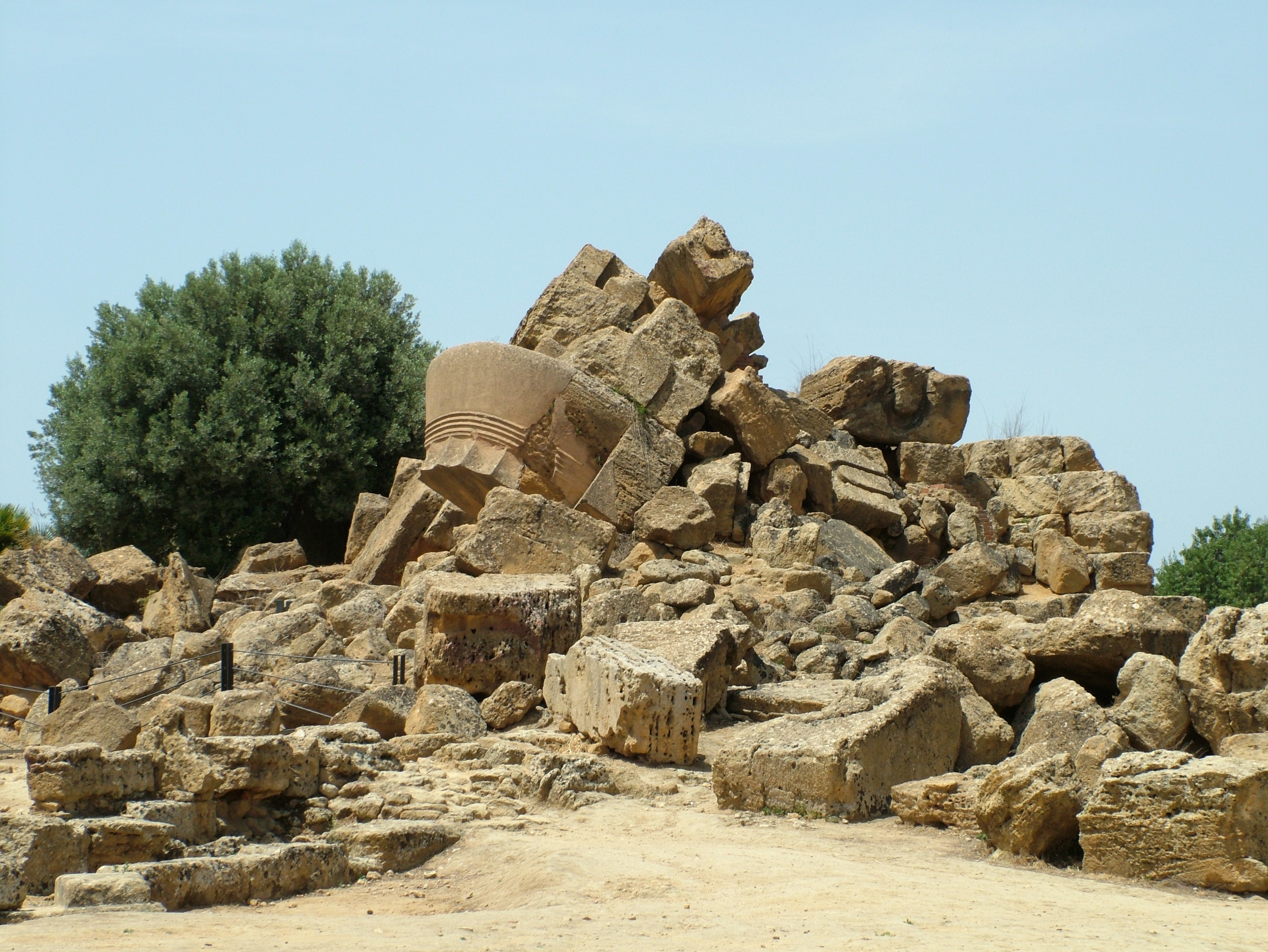
Tempel van de Olympische Zeus
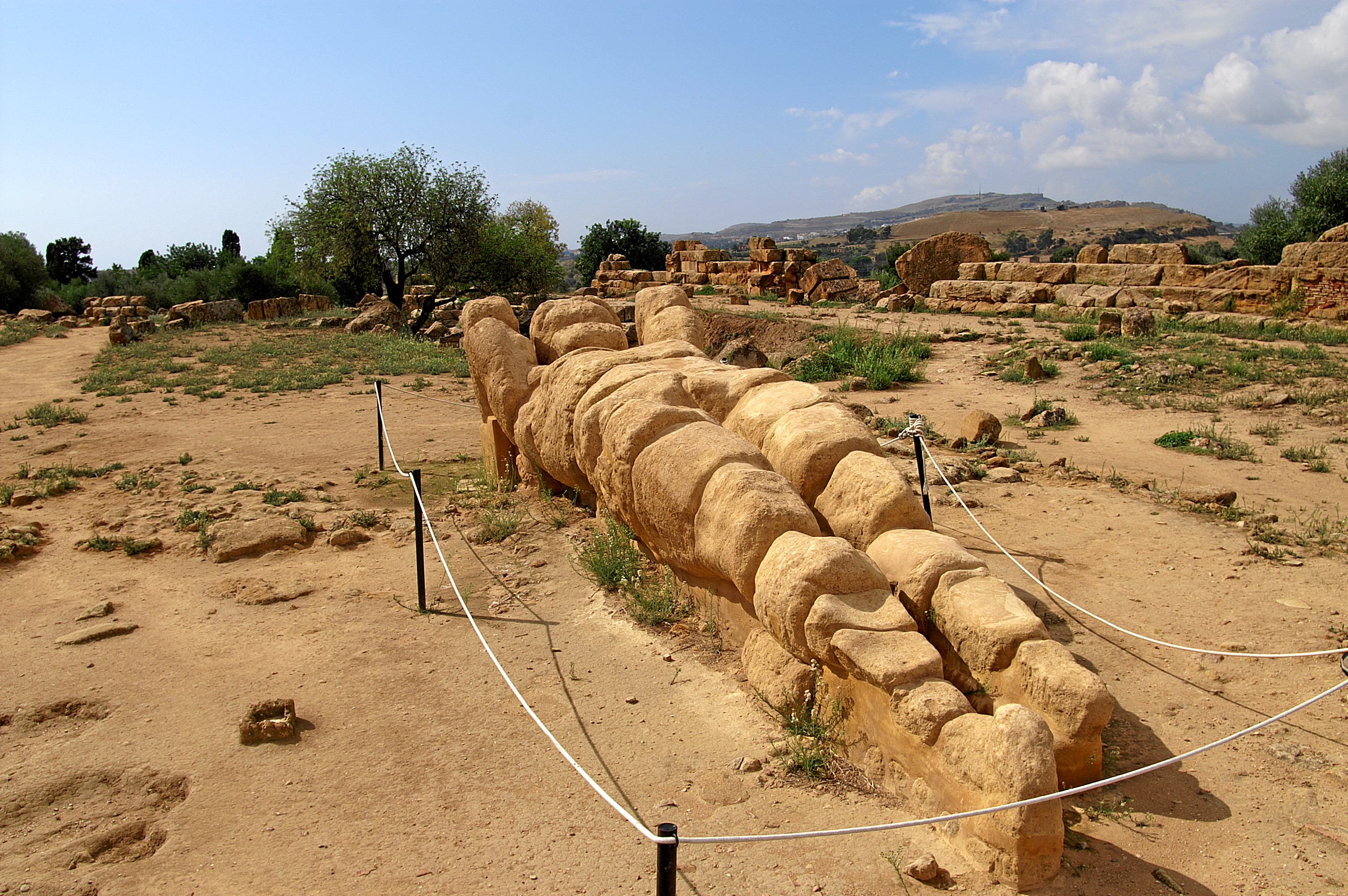
Een telamon van de tempel van de Olympische Zeus

## Sport
- In 1994 organiseerde Agrigento het wereldkampioenschap wielrennen. Deze editie had een lastig parcours. De wegwedstrijd bij de elite werd gewonnen door Luc Leblanc, de tijdrit door Chris Boardman. Bij de vrouwen zegevierden Monica Valvik (wegwedstrijd) en Karen Kurreck (tijdrit).
- Agrigento was vijf keer aankomstplaats van een etappe in de Giro d'Italia. In 1999 was er de 'Grande Partenza', de Grote Start. De laatste twee ritwinnaars in Agrigento zijn de Italianen Riccardo Riccò (2008) en Diego Ulissi (2020).

## Geboren
- Ludovico Bonito (1350-1413), aartsbisschop-kardinaal, primaat van Sicilië, primaat van Corsica, primaat van Sardinië
- Luigi Pirandello (1867-1936), schrijver en Nobelprijswinnaar (1934)
- Calogero Vinti (1926-1997), hoogleraar wiskunde aan de universiteiten van Modena en Reggio Emilia en van Perugia
- Marco Ingrao (1982), Belgisch voetballer
- Gaetano Monachello (1994), voetballer